# Спасо-Кижское подворье
Спасо-Ки́жское Патриаршее подво́рье — подворье Патриарха Московского и всея Руси храма Спаса Преображения на острове Кижи.
Административное здание подворья расположено на улице Федосовой Петрозаводска в Республике Карелия.
Здание строилось в начале XX века под патронажем доктора медицины Ильи Шехмана для размещения в нём глазного отделения больницы губернского земства и было торжественно освящено 14 января 1909 года. Рядом со зданием планируется строительство храма во имя Всех карельских святых.
В состав подворья входят все храмы, находящиеся на территории музея-заповедника «Кижи», Храм во имя Святого и Животворящего Духа (Петрозаводск) и административное здание.
Патриаршее подворье основано по указу Патриарха Московского и всея Руси Алексия II в июне 2003 года. Освящено 16 июня 2008 года. Чин освящения был совершён настоятелем подворья протоиереем Николаем Озолиным. К этому времени был подготовлен проект реконструкции здания и строительства на территории подворья храма, жилых и хозяйственных построек (общая сметная стоимость — 380 млн руб.).
Патриаршее подворье имеет свой герб, утверждённый Патриархом Московским и всея Руси и Геральдическим советом при Президенте Российской Федерации.

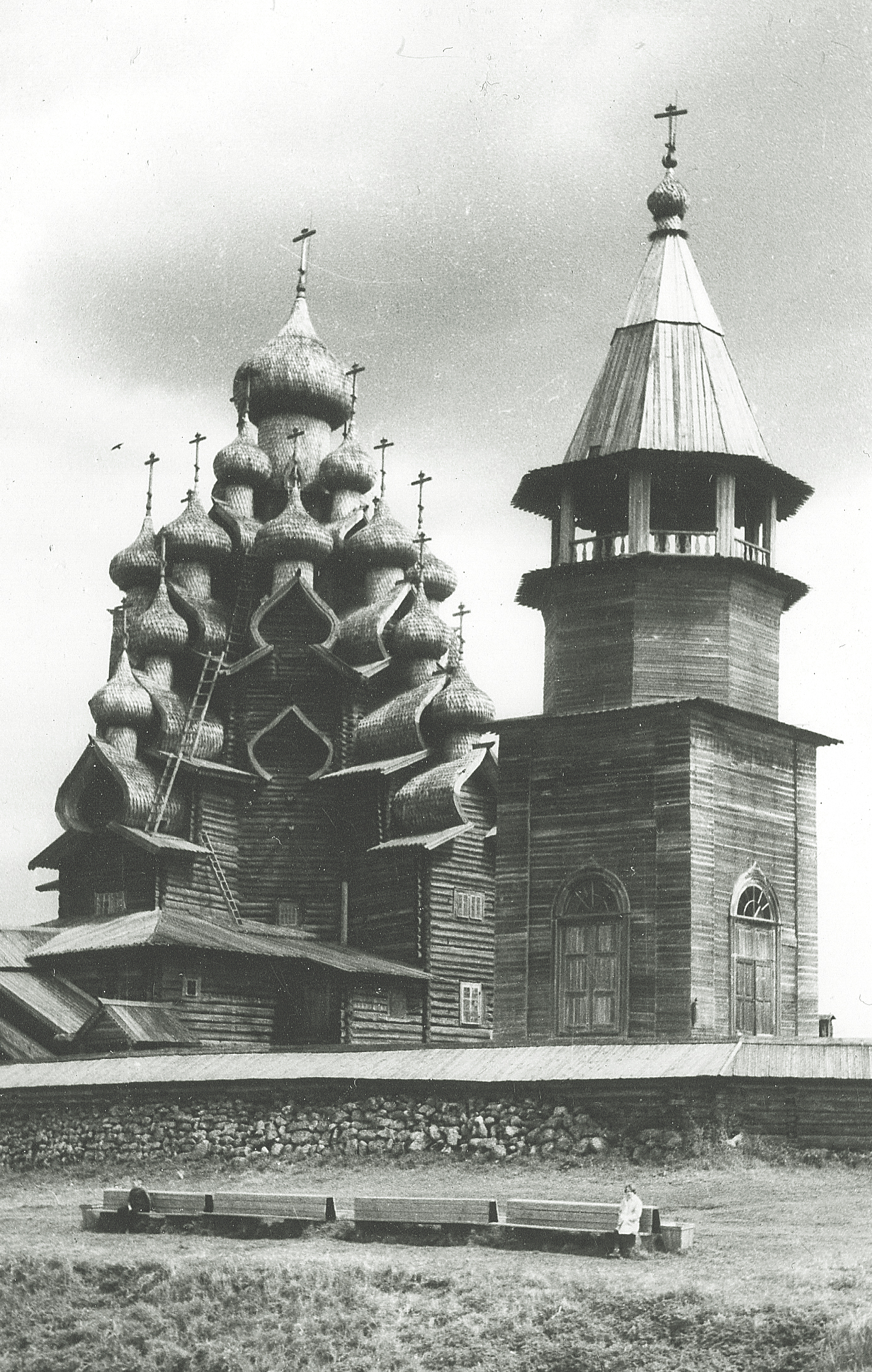
Шатровая колокольня и храм Преображения Господня в Кижах
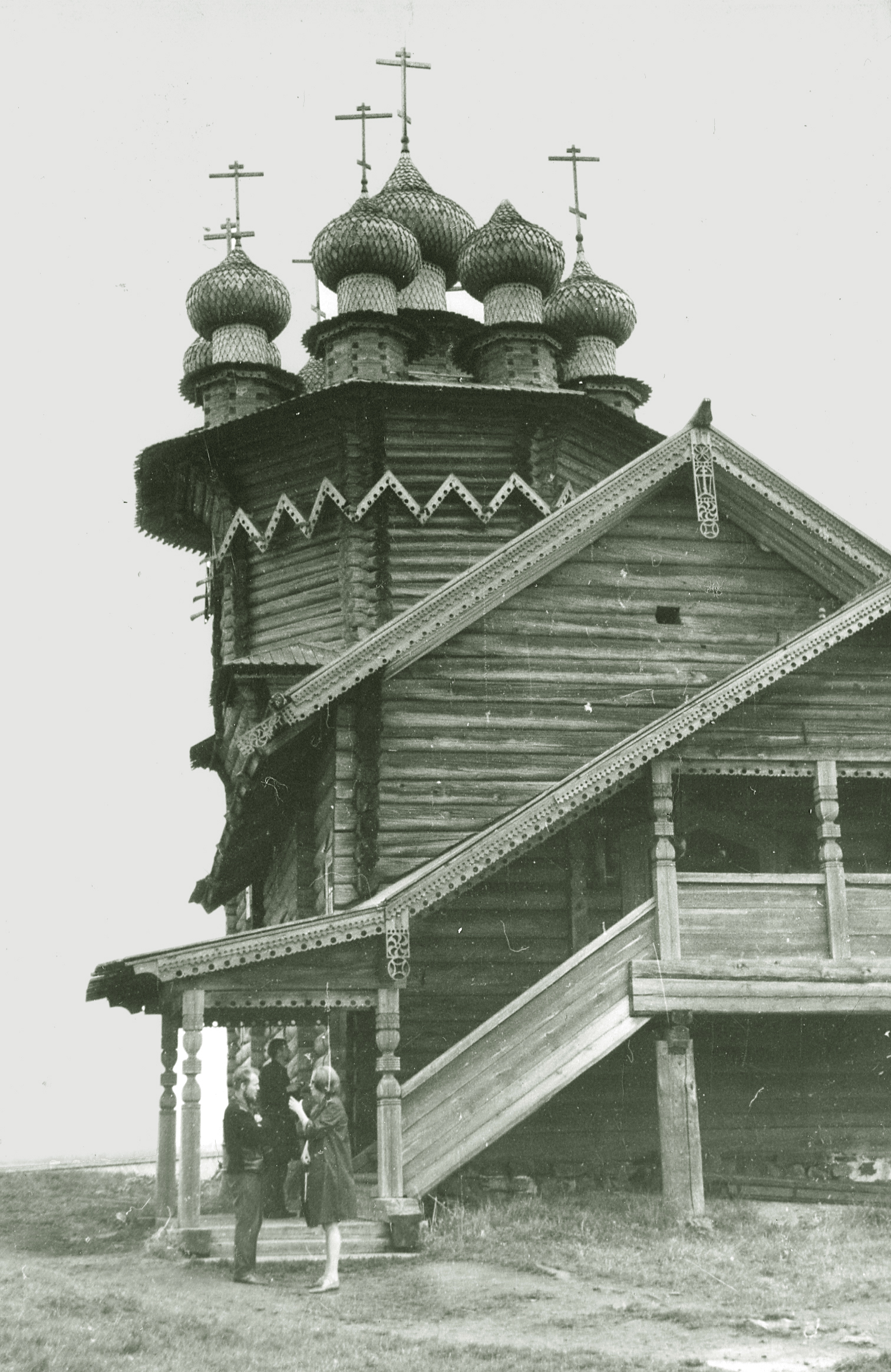
Храм Покрова Богородицы в Кижах
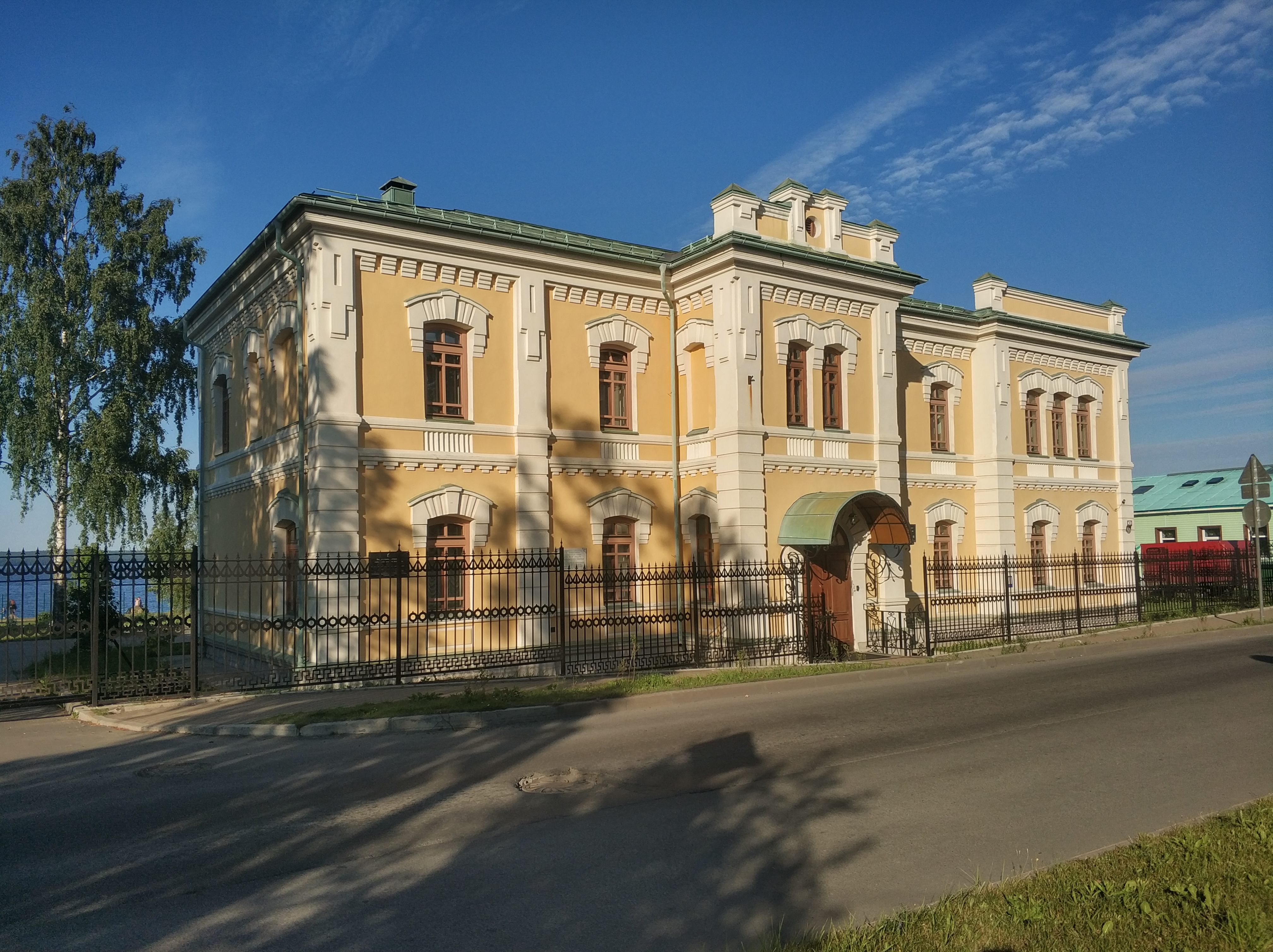
Административное здание подворья в Петрозаводске